# Perinvolvulus cuprescens
Perinvolvulus cuprescens là một loài bọ cánh cứng trong họ Rhynchitidae. Loài này được Voss miêu tả khoa học năm 1944.